# 1000トンII型海監船
1000トンII型海監船（中国語: 1000吨级II型海监船）は、中華人民共和国国家海洋局（SOA）海監総隊（中国海監）の運用する海洋監視船（巡視船）の船級。
中国海監は2000年より、2期にわけて勢力の増強計画を進めており、本型は、その第2期において整備された1000トン級海洋監視船である。1番船は、中船集团公司第708研究所により設計され、広州黄埔造船廠において建造された。当初は北海総隊に配備されていたが、2010年10月26日、南海総隊に配属替えとなった。同船は、当時中国で最速の海洋監視船とされていた。
なお本型は、中国海監の海洋監視船としては航行性能に優れ、また非武装であることからたびたび尖閣諸島周辺海域に投入されており、中国公船の領海・接続水域侵入の端緒となった2008年12月8日の尖閣諸島領海内侵入事案においても、領海内に侵入している。
| 船名   | IMO     | 就役          | 所属     |
| ------ | ------- | ------------- | -------- |
| 海监75 | 9591791 | 2010年7月29日 | 南海総隊 |
| 海监23 | n/a     | 2011年1月6日  | 北海総隊 |
| 海监66 | 9603312 | 2011年1月24日 | 東海総隊 |
| 海监26 | n/a     | 2011年4月22日 | 北海総隊 |